# José de Zaragoza y Lechuga-Muñoz
José de Zaragoza y Lechuga-Muñoz (m. Madrid, 3 de febrero de 1869) fue un abogado y político español.
En 1848 fue gobernador civil de la provincia de Madrid y diputado a Cortes por el distrito de Almagro (provincia de Ciudad Real) de 1843 a 1851, 1853, 1857-1858, 1864-1865 y 1867-1868, y por Granada en 1862-1864.  También fue vicepresidente del Congreso de los Diputados en 1851. Fue miembro de su Sociedad Económica de Amigos del País de Granada. en donde residió. A la muerte de Alberto Lista ingresó en la Real Academia de la Historia con el discurso Estudios históricos del Cardenal Cisneros.